# Blastobotrys parvus
Blastobotrys parvus är en svampart som först beskrevs av Fell & Statzell, och fick sitt nu gällande namn av Kurtzman & Robnett 2007. Blastobotrys parvus ingår i släktet Blastobotrys och familjen Trichomonascaceae.   Inga underarter finns listade i Catalogue of Life.